# Tiverton (Rhode Island)
Tiverton – miasto w Stanach Zjednoczonych, w stanie Rhode Island, w hrabstwie Newport.